# Adam Castillejo
Adam Castillejo (Caracas, 1979), denominado inicialmente «paciente de Londres», es un cocinero, orador motivacional venezolano y la segunda persona que se ha curado del VIH/sida.

## Biografía
Adam Castillejo nació en Caracas en 1979. Se crio en la capital venezolana y emigró al Reino Unido con 22 años de edad, estableciendo su residencia en Londres.
En 2003 fue diagnosticado como seropositivo en la capital británica, lo que él describió como «una sentencia de muerte» en aquel momento, ya que le pronosticaron solo 10 años de vida. Mientras ejercía su profesión de cocinero, era tratado con TARGA y practicaba natación para mejorar su condición física.
En 2011 descubrió que tenía la enfermedad de Hodgkin en fase IV y fue tratado con quimioterapia. En 2016 su médico Ravindra Gupta, profesor de la Universidad de Cambridge, decidió realizarle un trasplante de médula ósea como último recurso para tratar de combatir el cáncer.
Castillejo recibió la médula ósea de un donante alemán, compatible en su huella genética debido a su ascendencia neerlandesa, que era portador de la mutación genética Δ3 en la proteína CCR5 y ésta otorga resistencia a la infección por VIH. El trasplante resultó exitoso, reemplazando su sistema inmunitario con uno que le permitió curarse del cáncer y en 2017 abandonó la TAR.

### Paciente de Londres
En 2019 se anunció al mundo que un «paciente de Londres» seropositivo, se había curado del VIH/sida al recibir el mismo procedimiento que en 2008 se le hizo al estadounidense Timothy Ray Brown. En febrero de 2020, más de 30 meses después de suspender la TAR, Castillejo decidió revelar su identidad en una entrevista con el diario estadounidense The New York Times y allí dijo que pretendía convertirse en «un embajador de la esperanza».
En 2022 participó en la XXIV Conferencia Internacional sobre el Sida, que se realizó en la ciudad de Montreal.
En febrero de 2023 la revista Nature Medicine anunció que un tercer hombre, el «Paciente de Düsseldorf», se curó del VIH/sida con el mismo método que recibieron Brown y Castillejo. No obstante, curar la enfermedad de este modo se considera inviable por la dificultad de hallar compatibilidad genética y la peligrosidad de la operación.
| Predecesor: Timothy Ray Brown | Curados de VIH/sida 2019 | Sucesor: Paciente de Düsseldorf |